# علم كينيا
علم كينيا (بالسواحلية: Bendera ya Kenya) اعتمد علم كينيا رسميًا في 12 كانون الأول - ديسمبر من سنة 1963 بعد الاستقلال عن بريطانيا ويحتوي العلم الكيني على أربعة ألوان أفقية هي الأسود والأحمر والأخضر والأبيض مقسمة على شكل خمسة شرائط بصورة أفقية؛ أوسطها الأحمر ذو الحافتين البيضاوين، وأعلاها الأسود وأسفلها الأخضر، ويرمز اللون الأسود الموجود على العلم الكيني إلى قارة أفريقيا وإلى النضال من أجل الحرية والاستقلال بينما يرمز اللون الأحمر إلى دماء الكينيين التي أريقت من أجل التحرر من حكم الاستعمار البريطاني بينما يرمز اللون الأخضر إلى الثروات الطبيعية وخصوبة الأرض واللون الأبيض يرمز إلى السلام وفي العلم الكيني يوجد درع ماساي يقع خلفه رمحان متقاطعان.

## معنى ألوان العلم
- الأسود: يرمز إلى قارة أفريقيا.

- الأحمر: يرمز إلى دماء الكينيين التي أريقت من أجل التحرر من حكم الاستعمار البريطاني.

- الأخضر: يرمز إلى الثروات الطبيعية وخصوبة الأرض.

- الأبيض: يرمز إلى السلام والوحدة.

## التاريخ
ترتكز العلم ألوان الكيني على رمزية ألوان علم الاتحاد الوطني الأفريقي الكيني، وهو الحزب السياسي الذي قاد الكفاح من أجل الحرية والاستقلال. عند الاستقلال، أضيفت الشرائط البيضاء التي ترمز إلى السلام والوحدة. وتتطابق الألوان الثلاثة الوطنية الرسمية لعلم كينيا (الأسود والأحمر والأخضر) بشكل وثيق مع ألوان علم الوحدة الأفريقية الذي اعتمدته الرابطة العالمية لتنمية الزنوج وعصبة المجتمعات الإفريقية والذي صمّمه الناشط الجامايكي ماركوس غارفي في عام 1920.
تتضمن النسخة المعدلة لعام 2010 من دستور كينيا مواصفات العلم الكيني. الجدول الثاني، المادة 9.

## التصميم

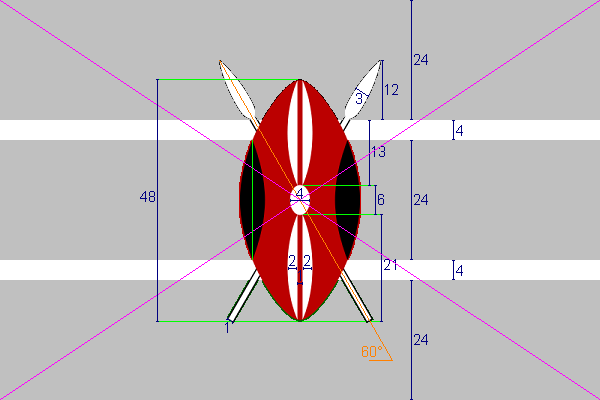
تصميم العلم

حُددت ألوان العلم من قبل الأرشيف الوطني الكيني.
| كينيا                       | أسود | أحمر                  | أخضر |
| --------------------------- | ---- | --------------------- | ---- |
| الألوان البريطانية القياسية | —    | Post office red 0-006 | 0-10 |

## مكونات العلم

علم الاتحاد الوطني الأفريقي الكيني
علم الاتحاد الديمقراطي الأفريقي الكيني
درع ماساي

## أعلام أخرى

العلم الرئاسي الكيني (1963-1970)
علم جومو كينياتا الرئاسي
علم دانييل أراب موي الرئاسي
علم مواي كيباكي الرئاسي
علم أوهورو كينياتا الرئاسي
علم وليام روتو الرئاسي، الرئيس الحالي لكينيا

## أعلام تاريخية

علم شركة شرق أفريقيا الإمبريالية البريطانية مابين عامي 1888–1895
العلم أثناء الإشارة في بعض الأحيان إلى كينيا بالمستعمرة الإسكتلندية خلال الفترة الممتدة بين عامي 1895–1963
علم شرق أفريقيا البريطاني مابين عامي 1895–1921
الراية الزرقاء لشرق أفريقيا البريطاني مابين عامي 1895–1921
علم كينيا البريطانية مابين عامي 1921–1963
علم دومينيون كينيا مابين عامي 1963–1964

## أعلام مشابهة

علم أفغانستان الثلاثي الألوان العمودي
علم أفغانستان الثلاثي الألوان الأفقي
علم سلطنة دارفور
علم ليبيا
علم الرابطة العالمية لتنمية الزنوج وعصبة المجتمعات الإفريقية
علم مالاوي
علم جنوب السودان